# Обухово (Гродненская область)
Обухово (бел. Абухава) — агрогородок в Гродненском районе Гродненской области Республики Беларусь. Входит в состав и является административным центром Обуховского сельсовета.

## География
Обухово находится около трассы М6, в 13 км от города Гродно и в 6 км от Аэропорта Гродно.

## Население
В агрогородке проживает 2099 человек.